# 노스이스트 유나이티드 FC
노스이스트 유나이티드 FC(NorthEast United FC)는 인도의 프로축구단으로 아삼주 구와하티를 연고지로 하고 있다. 현재 인도 슈퍼리그에 참가하고 있다.

## 선수 명단

### 현역
참고: FIFA 자격 규정에 따라 소속된 국가대표팀 국기를 표시합니다. 선수는 복수의 FIFA 비회원국 국적을 가지고 있을 수 있습니다.
| 번호 | 포지션 | 국적   | 이름                   |
| ---- | ------ | ------ | ---------------------- |
| 4    | DF     |        | 미첼 사바코            |
| 5    | DF     | 모로코 | 함자 레그라귀          |
| 6    | MF     | 모로코 | 모하메드 알리 베마메르 |
| 9    | FW     |        | 기예르모 페르난데스    |
| 10   | FW     |        | 네스토르 알비아크      |
| 11   | FW     | 인도   | 파티브 고고이          |
| 14   | FW     | 모로코 | 알라에딘 아자라이에    |

| 번호 | 포지션 | 국적 | 이름 |
| ---- | ------ | ---- | ---- |

## 역대 감독
| 감독                   | 임기      |
| ---------------------- | --------- |
| 세르지우 파리아스      | 2005~2006 |
| 리키 허버트            | 2014~2015 |
| 넬루 빙가다            | 2016~2017 |
| 아브람 그란트          | 2018      |
| 로베르트 야르니        | 2019~2020 |
| 빈센조 알베르토 안네세 | 2022~2023 |
| 후안 페드로 베날리     | 2023~     |